# Inciucio
Il termine inciucio deriva dall'espressione in lingua napoletana 'nciucio che significa "pettegolezzo", dal verbo 'nciucià che sta per "spettegolare parlando fitto e a bassa voce". È di origine onomatopeica, richiama il ciu-ciu che si percepisce dal chiacchiericcio di due persone.
A partire dalla metà degli anni 90 è entrato a far parte dell'italiano gergale del giornalismo politico per indicare un accordo sottobanco, un compromesso riservato tra fazioni formalmente avversarie, ma che in realtà attuano, anche con mezzi e intenti poco leciti, una logica di spartizione del potere.

## Origine
Il termine ha un'origine piuttosto moderna: infatti la prima attestazione va ricondotta al Vocabolario Napolitano-Toscano di Raffaele D'Ambra (Napoli, 1873), che segnala le forme onomatopeiche ciociò e ciù ciù.
Il vero "battesimo della politica" è stato l'utilizzo fatto da Massimo D'Alema nell'intervista di Mino Fuccillo per La Repubblica  il 28 ottobre 1995, nella sua variante accrescitiva inciucione, soppiantando il significato originale di pettegolezzo. Ulteriore diffusione al termine fu data dall'articolo di Beppe Severgnini il giorno seguente sul Corriere della Sera, contribuendo a soppiantare il significato originale della parola (che, nella sua iniziale concezione, era già stata utilizzata nel giornalismo).
Da allora, "inciucio" è divenuto un termine comune per riferirsi a un accordo informale fra forze politiche di ideologie contrapposte che mette in atto un do ut des o addirittura una vera e propria spartizione del potere. Nel caso particolare, un tacito patto di non-belligeranza sarebbe stato stipulato, secondo alcuni giornalisti, tra Massimo D'Alema, allora segretario dei Democratici di Sinistra, e Silvio Berlusconi, durante una cena a casa di Gianni Letta, il cosiddetto patto della crostata (in riferimento al dolce preparato per quell'occasione dalla signora Letta).
Secondo questa versione, D'Alema si sarebbe impegnato a non fare andare in porto una legge sulla regolamentazione delle frequenze televisive; a tal fine si sarebbe prestato l'allora presidente della ottava Commissione permanente del Senato, Claudio Petruccioli, non calendarizzando l'esame degli articoli del disegno di legge n. 1138 per tutta la XIII legislatura. Tale legge infatti avrebbe costretto il gruppo Mediaset a vendere una delle proprie reti (in tal caso avrebbe scelto probabilmente Rete 4). Inoltre, in quel periodo, Mediaset era in procinto di quotarsi in borsa, e una legge di quel calibro avrebbe fatto cadere a picco il valore delle sue azioni. L'eventuale prezzo che l'altro contraente (Silvio Berlusconi) avrebbe promesso come merce di scambio non è noto. D'Alema bollò come "inciuci" (ovvero meri pettegolezzi privi di fondamento) tali affermazioni. Il significato distorto di inciucio, suggerito nell'intervista di Massimo D'Alema, entrò prepotentemente nell'agone politico e vi è rimasto fino ai tempi attuali.

## Usi del termine
(Angelo Panebianco, Il dialogo e i suoi nemici, nel Corriere della Sera, il 17 dicembre 2007)
Termine entrato immediatamente nell'uso comune (al 2010 è presente in oltre 1400 testi stampati e ha 1082 citazioni sul Corriere della Sera), viene riproposto da vari esponenti politici ogni volta che qualche politico persegue l'obiettivo di accordarsi con uno schieramento contrapposto, ma anche dai giornalisti per narrare di un'unione politica inattesa. Di questo si ha traccia già nelle elezioni amministrative del 1997, dopo le elezioni politiche del 2001, nelle elezioni politiche del 2008, fino ad arrivare al 2013 ed al 2018, per fare alcuni esempi. Il termine, il cui significato originale era stato equivocato da un giornalista, nella sua nuova accezione ha contagiato l'orizzonte politico italiano, mentre in Europa si utilizzano termini più vicini al linguaggio politico come Grosse Koalition.

## Opere
- Inciucio. Come la sinistra ha salvato Berlusconi. La grande abbuffata RAI e le nuove censure di regime, da Molière al caso Celentano. L'attacco all'Unità e l'assalto al Corriere. (Peter Gomez e Marco Travaglio, 2005, BUR Biblioteca Universale Rizzoli, ISBN 88-17-01020-0).